# Bruno-Plache-Stadion
Het Bruno-Plache-Stadion is een stadion in de Duitse stad Leipzig. Bespeler van het stadion is de voetbalclub 1. FC Lokomotive Leipzig die uitkomt op het vierde Duitse voetbalniveau, de Regionaliga.